# San Pablo (Santa Rosa de Osos)
San Pablo, a veces llamado de manera no oficial "San Pablo del Porce" o  "San Pablo Porce", es un centro poblado del municipio colombiano de Santa Rosa de Osos en Antioquia. Está ubicado al suroriente de Santa Rosa de Osos, sobre una cima de la Cordillera Central. San Pablo es una de las pocas zonas del municipio de Santa Rosa de Osos que posee un clima templado, hecho que favoreció una diversificación cultural y económica importante, donde se pone como sustento principal el cultivo del café, considerado como el producto más emblemático de Colombia. Es también importante mencionar que este territorio es uno de los únicos bañados por el Río Porce dentro de Santa Rosa de Osos, lo cual, favorecido por su clima y dada a su cercanía con municipios como Barbosa y Gómez Plata propicia un crecimiento turístico importante. Cabe destacar que en la vereda La Clara, sobre la carretera que de Barbosa conduce a Gómez Plata se encuentra la Hostería Lagos de Porce, que es uno de los sitios turísticos más emblemáticos del sector.

## Historia y geografía

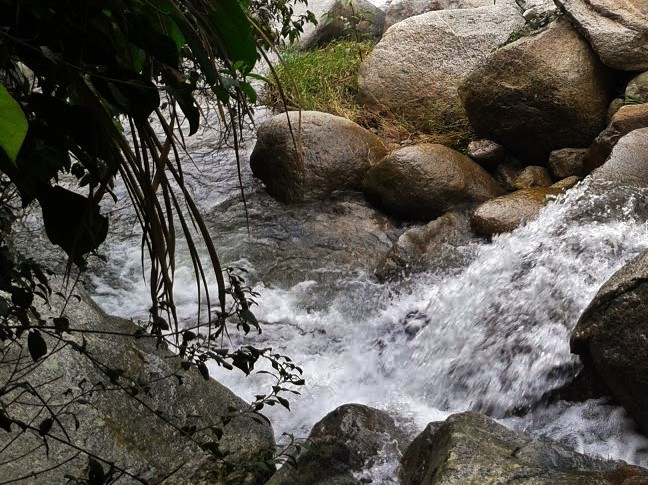
Quebrada El Barro, parte de la riqueza hídrica de San Pablo

Está ubicado en el sur-oriente del municipio, en la región geográfica de la vertiente del río Porce, sobre un cerro denominado  como Alto del Carmen por sus primeros fundadores. El territorio que el gobierno de Santa Rosa de Osos administra desde la centralidad de San Pablo, limita al norte con el municipio de Gómez Plata, al oriente con los municipios de Gómez Plata y Yolombó, al sur con las veredas administradas desde el centro poblado El Caney y el centro poblado San Isidro y al occidente con las veredas administradas directamente por la cabecera urbana de Santa Rosa.  
San Pablo es uno de los centro poblado más tradicionales de Santa Rosa de Osos, se fundó por la llegada de un sacerdote en el XIX, que estableció una capilla y un asentamiento con el nombre de El Alto, luego, el nombre de Quebraditas Sabatucci, específicamente el 11 de abril de 1825 se consolida como poblado y figuran entre sus fundadores, José Nicolás Gómez y Gabriel de Restrepo. Durante un tiempo se denominó Buenavista.  Tiene una gran historia indígena y aún hay ruinas y vestigios arqueológicos en sus veredas que gozan de gran importancia cultural.
Se encuentra ubicado en la sección suroriental del municipio, en una zona que ya no corresponde al Altiplano, sino a unas imponentes montañas de laderas escarpadas aledañas a los ríos Grande y Porce. Por este motivo y por su baja altitud sobre el nivel del mar, San Pablo goza de un clima Templado en su parte montañosa y un clima más cálido en la zona de llanura aluvial del río Porce, en las veredas Chilimaco y La Clara; en esta vereda aledaña a la carretera que va hacia el Municipio de Gómez Plata se desarrolló un Centro Poblado entre las Quebradas San Pablo y La Clara, (esta última se constituye cómo el límite municipal). Este poblado se extiende hasta territorios de Gómez Plata.
Las quebradas más importantes son: La Clara, La San Pablo, la Ahitona y otras corrientes. El río Porce se constituye cómo el principal eje fluvial, seguido del  río Guadalupe en la vereda Palestina.

CIFRAS Y DATOS:
- En cuanto a territorio, con una estimación territorial de 54 kilómetros cuadrados, equivalentes al 6,65% del territorio municipal es el segundo centro poblado más extenso por detrás de  Aragón (el más extenso) —  y con 1990 habitantes, el tercero más poblado, solo por detrás de San Isidro y Aragón (el más poblado).  A su vez, con 36,85 habitantes por kilómetro cuadrado es el tercero menos densamente poblado del municipio por delante de Aragón y Riogrande (el de menor densidad).
- El 15 de noviembre de 1894 se crea la parroquia por el decreto 23 en manos de Monseñor Juan Nepomuceno Rueda.
- Es erigido como centro poblado por el acuerdo n.º 09 del 11 de mayo de 1905 del Concejo municipal de Santa Rosa de Osos.

## Demografía
- Población             = 1990
- Población Urbana         = 462
- población al año         = 2015
- Densidad poblacional = 36,85 habitantes por kilómetro cuadrado

Equivale al 5.37% de la población municipal.